# 후키야정
후키야정(吹屋町)은 오카야마현 가와카미군에 설치되었던 정이다. 현재의 다카하시시에 해당한다.